# リフトバレー州

リフトバレー州の位置

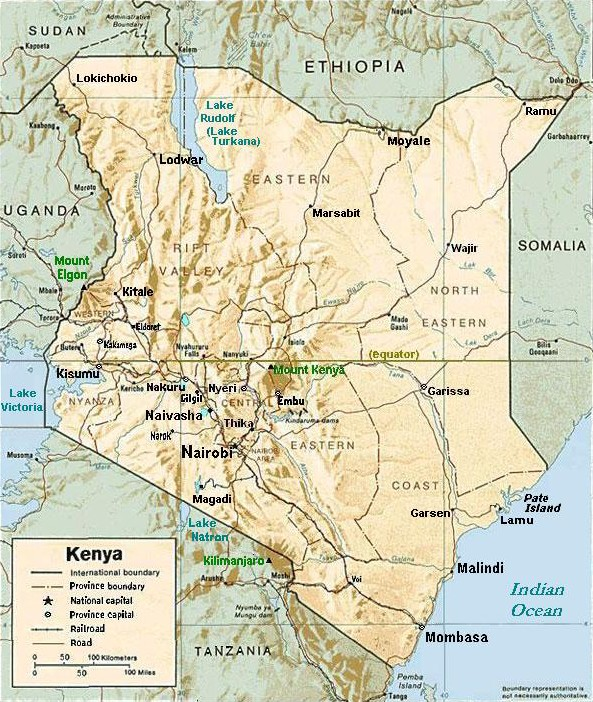
トゥルカナ湖から西側のタンザニアに至るまでの帯状の地域がリフトバレー州である。

リフトバレー州（リフトバレーしゅう、スワヒリ語：Mkoa wa Bonde la Ufa）は、ケニア西部の州である。
州都はナクル。
面積は17万3854 km2で、2009年の人口は1000万6805人、人口密度は57.6人/km2。

## 人口
- 1979年8月24日：324万402人
- 1989年8月24日：498万1613人
- 1999年8月24日：698万7036人
- 2009年8月24日：1000万6805人[1]

## 隣接州
- 北：南部諸民族州
- 東：東部州
- 東：中央州
- 東：ナイロビ州
- 南東：海岸州
- 南：キリマンジャロ州
- 南：アルーシャ州
- 南：マラ州
- 西：ニャンザ州
- 西：西部州
- 西：アムダット県
- 西：モロト県
- 西：カボング県
- 北西：ナモルンヤン州（英語版）

## 領土紛争

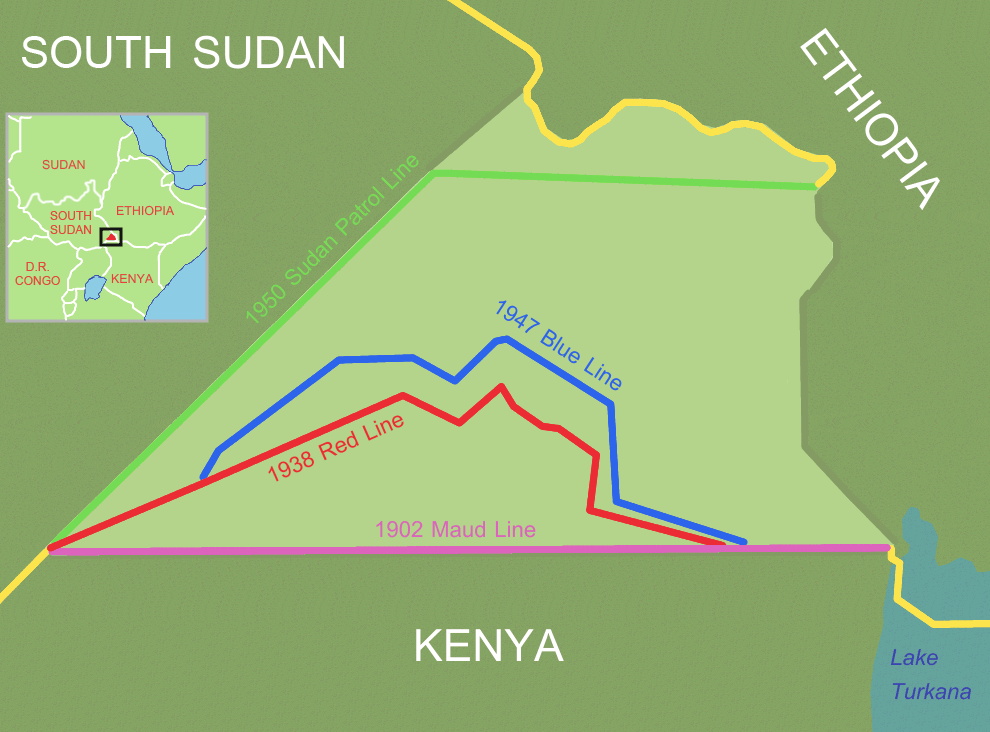
イレミ・トライアングル

- イレミ・トライアングル：州最北部の三角地帯で、ケニア、南スーダン、エチオピアの3か国が争っている。ケニアが実効支配している。

## 民族
- 北部：トゥルカナ族、サンブル族
- 中部：カレンジン族
- 南部：マサイ族

## 地理・気候・経済
大地溝帯の地質学的な条件は世界でも稀なものであり、エルゲヨ断層崖は観光地としても有名である。
降雨にも恵まれ農業が盛んであり、州の経済基盤となっている。
中南部のケリチョ一帯の高原は紅茶用の茶の栽培が盛んである。
園芸や牛の放牧も盛んである。
農園地帯であったが近年都市が拡大している。
- トゥルカナ湖
- バリンゴ湖
- ボゴリア湖
- ナクル湖
- ナイバシャ湖
- マガディ湖
- ナトロン湖
- ロンゴノット山
- ススワ山
- ケリオ川
- スグタ渓谷（英語版）
- ケリオ谷国立公園（英語版）
- アンボセリ国立公園
- チユル丘陵国立公園（英語版）
- マサイマラ国立保護区

## 地域区分
| 番号 | カウンティ名             | スワヒリ語      | 面積（km2） | 2009年の人口 | 政府所在地   |
| ---- | ------------------------ | --------------- | ----------- | ------------ | ------------ |
| 23   | トゥルカナ               | Turkana         | 71,597.8    | 855,399      | ロドワ       |
| 24   | 西ポコット               | Pokot Magharibi | 8,418.2     | 512,690      | カペングリア |
| 25   | サンブル                 | Samburu         | 20,182.5    | 223,947      | マララル     |
| 26   | トランス・ンゾイア       | Trans-Nzoia     | 2,469.9     | 818,757      | キタレ       |
| 27   | ウアシン・ギシュ         | Uasin Gishu     | 2,955.3     | 894,179      | エルドレット |
| 28   | エルゲーヨ＝マラクウェト | Elgeyo-Marakwet | 3,049.7     | 369,998      | イテン       |
| 29   | ナンディ                 | Nandi           | 2,884.5     | 752,965      | カプサベト   |
| 30   | バリンゴ                 | Baringo         | 11,075.3    | 555,561      | カバネット   |
| 31   | ライキピア               | Laikipia        | 8,696.1     | 399,227      | ルムルチ     |
| 32   | ナクル                   | Nakuru          | 7,509.5     | 1,603,325    | ナクル       |
| 33   | ナロク                   | Narok           | 17,921.2    | 850,920      | ナロク       |
| 34   | カジアド                 | Kajiado         | 21,292.7    | 687,312      | カジアド     |
| 35   | ケリチョ                 | Kericho         | 2,454.5     | 752,396      | ケリチョ     |
| 36   | ボメット                 | Bomet           | 1,997.9     | 730,129      | ボメット     |

## 主要都市
- ナクル：28万6411人(州都)
- エルドレット：25万2061人
- ンゴング（英語版）：10万4073人
- ナイバシャ（英語版）：9万1993人
- キタレ：7万5782人
- キテンジェラ（英語版）：5万8167人
- ロドワ（英語版）：4万5368人
- ケリチョ（英語版）：4万2029人
- オンガタ・ロンガイ（英語版）：4万178人
- ナロク（英語版）：3万8653人
- ギルギル（英語版）：3万5293人
- エルブルゴン（英語版）
- モロ (ケニア)（英語版）：3万2576人
- カクマ：3万1962人
- ニャフルル：3万1952人
- ナニュキ（英語版）：3万1826人
- カプサベト（英語版）：2万2804人
- ンジョロ（英語版）：2万3551人
- カペングリア（英語版）：2万880人
- エルダマ峡谷（英語版）：1万7872人
- ロキチョギオ（英語版）：1万7695人
- カバーネット（英語版）：1万7645人
- マララル（英語版）：1万5860人
- カジアド（英語版）：1万4631人
- キセリアン（英語版）：1万4243人
- マイ・マヒウ（英語版）：1万1230人
- モイの橋（英語版）：1万858人

## 著名人

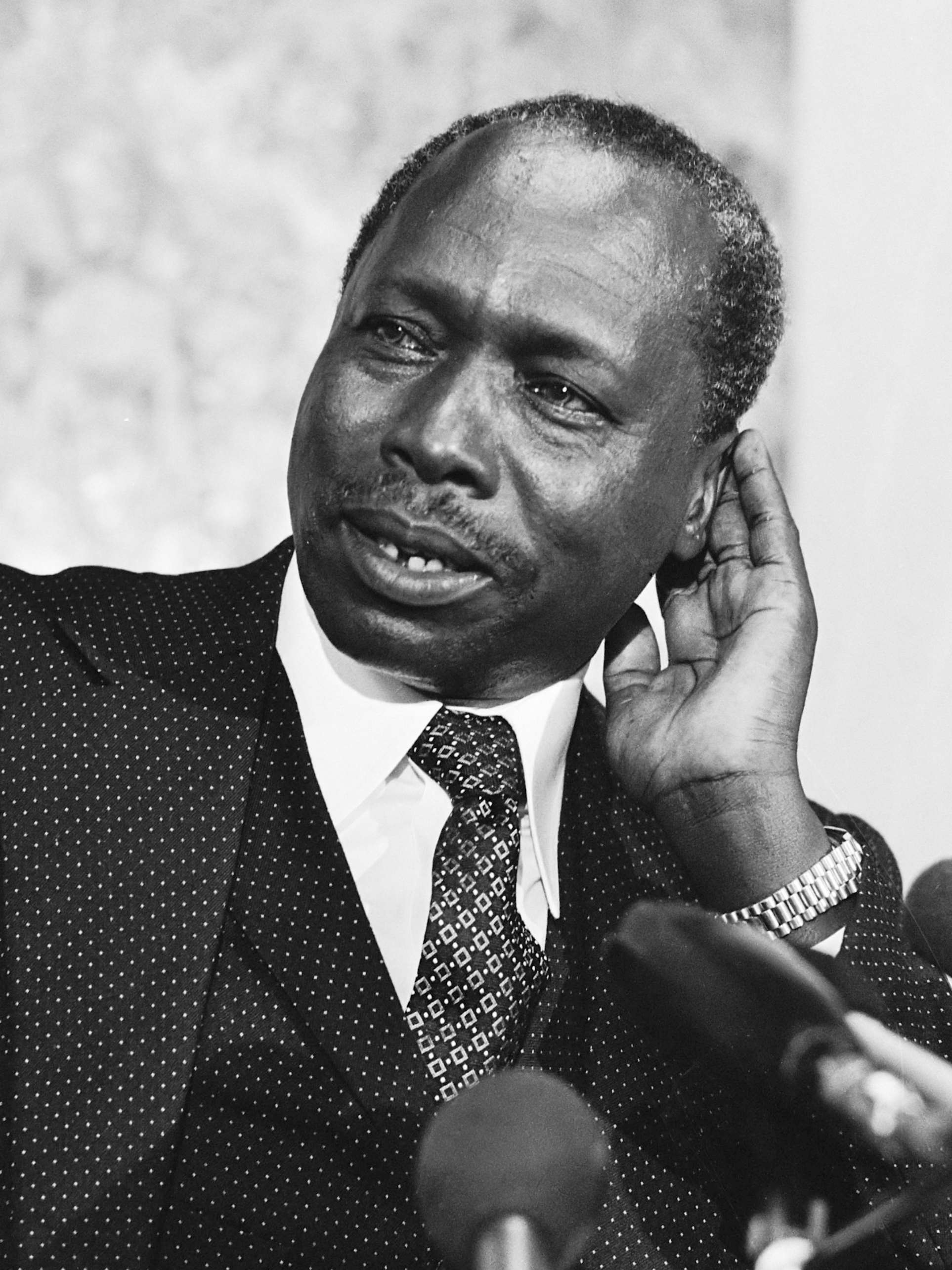
ダニエル・アラップ・モイ (1979年)

- ダニエル・アラップ・モイ（Daniel Toroitich Arap Moi）
  - 1924年9月2日 -
  - ケニア第2代大統領（1978年8月22日 - 2002年12月30日）
  - アフリカ統一機構第20代議長（1981年 - 1983年）

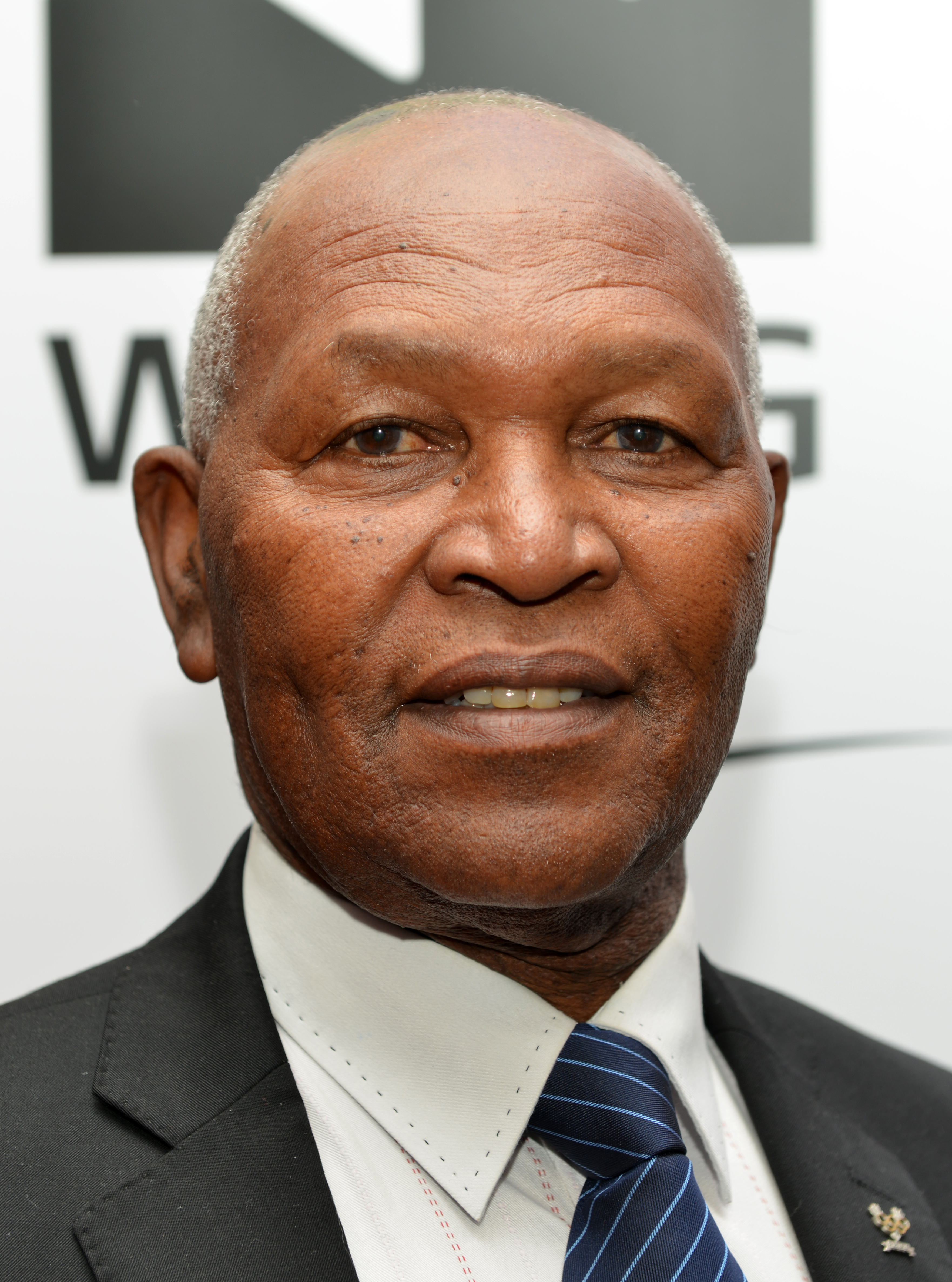
キプチョゲ・ケイノ (2014年)

- キプチョゲ・ケイノ（Kipchoge Keino）
  - 1940年1月17日 -
  - ケニア代表の男子1500 m・5000m選手
    - 1965年：アフリカ競技大会（コンゴ共和国・ブラザヴィル）金メダル（1500 m・5000 m）
    - 1966年：コモンウェルスゲームズ（ジャマイカ・キングストン）金メダル（1マイル・3マイル）
    - 1968年：メキシコ市五輪1968金メダル（1500 m）・銀メダル（5000 m）
    - 1970年：コモンウェルスゲームズ（スコットランド・エディンバラ）金メダル（1500 m）・銅メダル（5000 m）
    - 1972年：ミュンヘン五輪1972金メダル（3000 m障害）・銀メダル（1500 m）
    - 1973年：アフリカ競技大会（ナイジェリア・ラゴス）銀メダル（1500 m）
    - 2016年：オリンピック栄誉賞（英語版）受賞（初代）
- モーゼス・タヌイ（Moses Tanui）
  - 1965年8月20日 -
  - ケニア代表の男子長距離走選手
    - 1991年：世界陸上（日本・東京）金メダル（1万 m）
    - 1993年：世界陸上（ドイツ・シュトゥットガルト）銀メダル（1万 m）
    - 1995年：世界ハーフマラソン選手権大会（フランス・モンベリアル）金メダル
    - 1997年：世界ハーフマラソン選手権大会（スロバキア・コシツェ）銀メダル
- ポール・エレング（Paul Ereng）
  - 1966年8月22日 -
  - ケニア代表の陸上（800 m）選手
    - 1988年：ソウル五輪1988金メダル
    - 1989年：世界室内陸上選手権（ハンガリー・ブダペスト）金メダル
    - 1991年：世界室内陸上選手権（スペイン・セビリア）金メダル

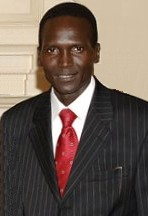
ポール・テルガト

- ポール・テルガト（Paul Kibii Tergat）
  - 1969年6月17日 -
  - ケニア代表の男子長距離・マラソン選手
    - 1995年：世界陸上1995 1万 m走銅メダル（スウェーデン・イェーテボリ）
    - 1996年：アトランタ五輪1996 1万 m走銀メダル（アメリカ合衆国・アトランタ）
    - 1997年：世界陸上1997 1万 m走銀メダル（ギリシャ・アテネ）
    - 1999年：世界陸上1999 1万 m走銀メダル（スペイン・セビリア）
    - 2000年：シドニー五輪2000 1万 m走銀メダル（オーストラリア・シドニー）
- モーゼス・キプタヌイ（Moses Kiptanui）
  - 1970年10月1日 -
  - ケニア代表の男子1500 m・3000 m障害・5000 m走者
    - 1990年：カイロ：アフリカ陸上1500 m走金メダル・プロヴディフ：世界ジュニア陸上1500 m走金メダル
    - 1991年：カイロ：アフリカ競技大会3000 m障害金メダル・東京：世界陸上3000 m障害金メダル
    - 1993年：シュトゥットガルト：世界陸上3000 m障害金メダル・ロンドン：IAAFグランプリファイナル3000 m障害銀メダル
    - 1994年：パリ：IAAFグランプリファイナル5000 m銅メダル
    - 1995年：イェーテボリ：世界陸上3000 m障害金メダル・モンテカルロ・IAAFグランプリファイナル3000 m障害金メダル
    - 1996年：アトランタ五輪19963000 m障害銀メダル
    - 1997年：アテネ：世界陸上3000 m障害銀メダル・福岡市：IAAFグランプリファイナル3000 m障害銀メダル
- リチャード・チェリモ（Richard Chelimo）
  - 1972年4月21日 - 2001年8月15日
  - ケニア代表の男子1万 m走選手
    - 1990年：プロヴディフ：世界ジュニア陸上金メダル
    - 1991年：東京：世界陸上
    - 1992年：バルセロナ五輪1992銀メダル
    - 1993年：シュトゥットガルト：世界陸上銅メダル

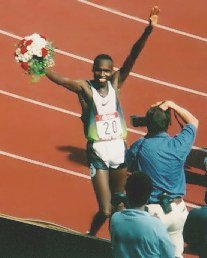
ウィルソン・キプケテル (1997年)

- ウィルソン・キプケテル（Wilson Kipketer）
  - 1972年12月12日 -
  - デンマーク代表の男子800 m選手
    - 1995年：世界陸上（スウェーデン・イェーテボリ）金メダル・IAAFグランプリファイナル（モナコ・モンテカルロ）銀メダル
    - 1997年：世界室内陸上（フランス・パリ）金メダル・世界陸上（ギリシャ・アテネ）金メダル・IAAFグランプリファイナル（日本・福岡市）金メダル
    - 1999年：世界室内陸上（日本・前橋市）銀メダル・世界陸上（スペイン・セビリア）金メダル・IAAFグランプリファイナル（ドイツ・ミュンヘン）金メダル
    - 2000年：シドニー五輪2000銀メダル
    - 2002年：ヨーロッパ陸上（ドイツ・ミュンヘン）金メダル
    - 2003年：世界室内陸上（イングランド・バーミンガム）銀メダル
    - 2004年：アテネ五輪2004銅メダル

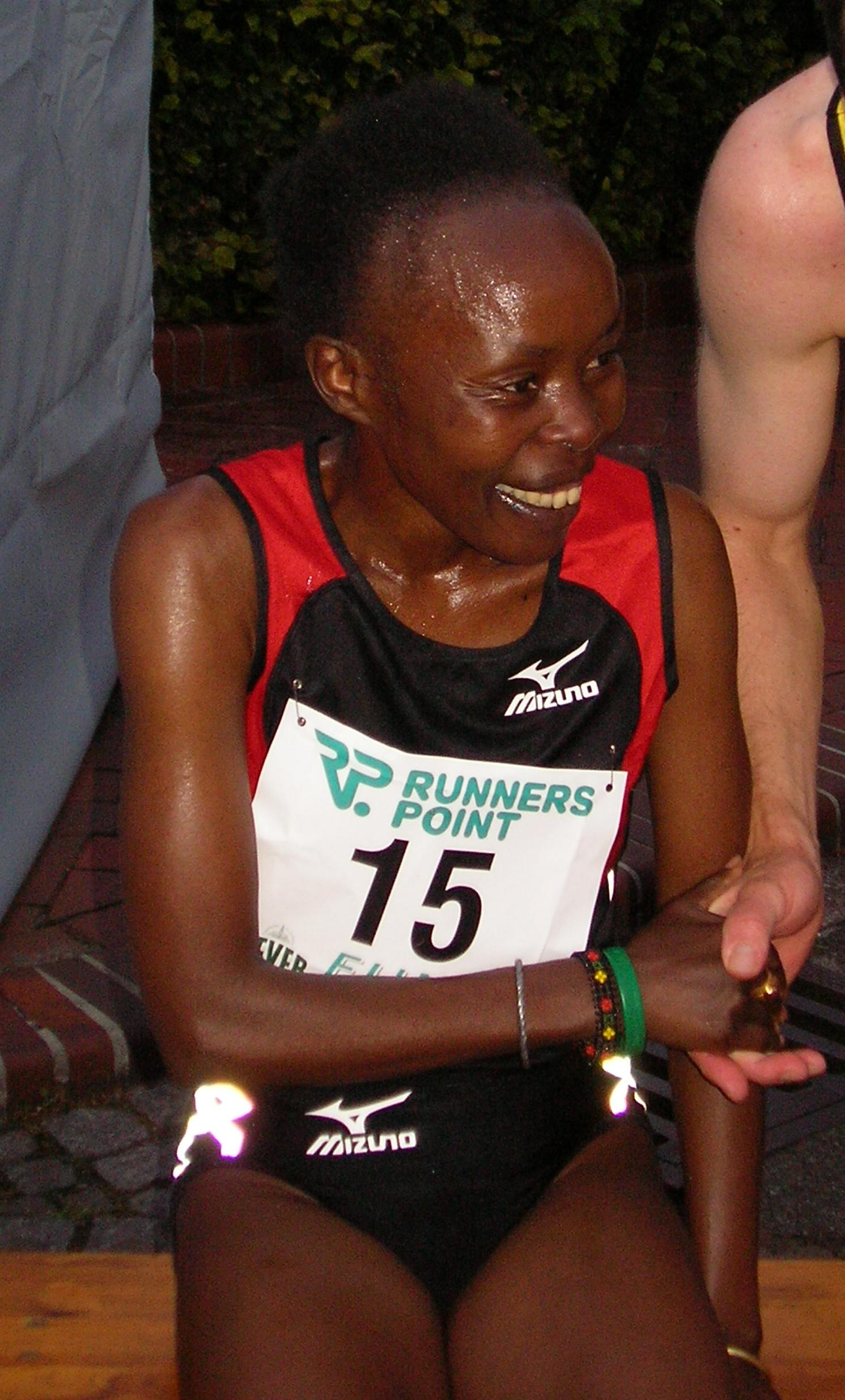
テグラ・ロルーペ

- テグラ・ロルーペ（Tegla Loroupe）
  - 1973年5月9日 -
  - ケニア代表の女子マラソン選手
  - 女子マラソン世界記録保持者（1998年4月19日 - 2001年9月30日）

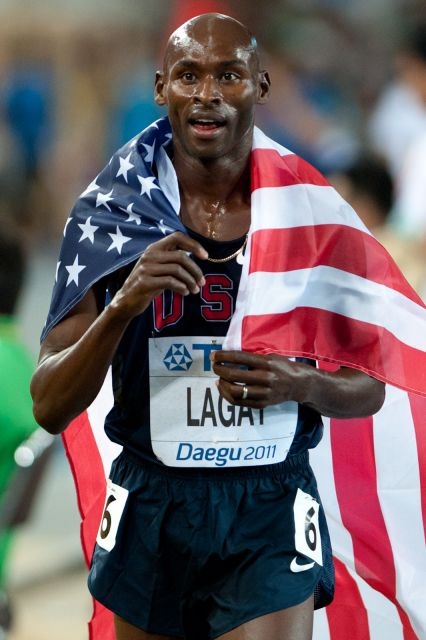
バーナード・ラガト (2011年)

- バーナード・ラガト（Bernard Kipchirchir Lagat）
  - 1974年12月12日 -
  - アメリカ合衆国代表の男子中距離走選手
    - 2000年：シドニー五輪2000（オーストラリア・シドニー）銅メダル（1500 m）
    - 2001年：世界陸上（カナダ・エドモントン）銀メダル（1500 m）
    - 2003年：世界室内陸上（イングランド・バーミンガム）銀メダル（1500 m）
    - 2004年：アテネ五輪2004（ギリシャ・アテネ）銀メダル（1500 m）、世界室内陸上（ハンガリー・ブダペスト）金メダル（3000 m）
    - 2007年：世界陸上（日本・大阪）金メダル（1500 m）、金メダル（5000 m）
    - 2009年：世界陸上（ドイツ・ベルリン）銅メダル（1500 m）、銀メダル（5000 m）
    - 2010年：世界室内陸上（カタール・ドーハ）金メダル（3000 m）
    - 2011年：世界陸上（韓国・大邱）銀メダル（5000 m）
    - 2012年：世界室内陸上（トルコ・イスタンブール）金メダル（3000 m）
    - 2014年：世界陸上（ポーランド・グダニスク）銀メダル（3000 m）

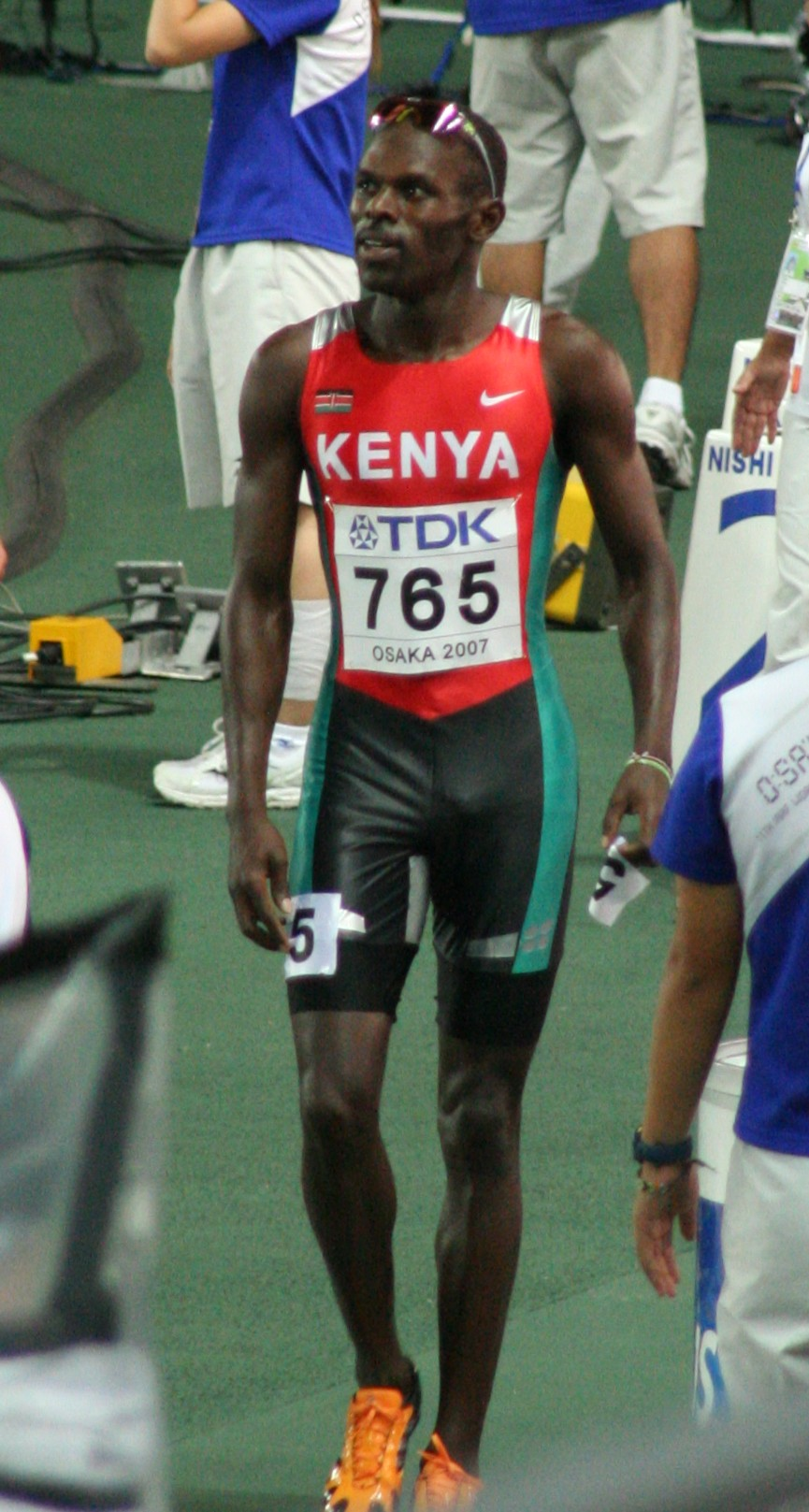
ウィルフレッド・ブンゲイ (2007年)

- ウィルフレッド・ブンゲイ（Wilfred Kipkemboi Bungei）
  - 1980年7月24日 -
  - ケニアの男子800 m走者
    - 1998年：世界ジュニア陸上（フランス・アヌシー）銀メダル
    - 2001年：世界陸上（カナダ・エドモントン）銀メダル
    - 2003年：世界室内陸上（イングランド・バーミンガム）銅メダル・IAAFワールドアスレチックファイナル（モナコ・モンテカルロ）金メダル
    - 2005年：IAAFワールドアスレチックファイナル（モナコ・モンテカルロ）金メダル
    - 2006年：世界室内陸上（ロシア・モスクワ）金メダル・IAAFワールドアスレチックファイナル（ドイツ・シュトゥットガルト）銅メダル
    - 2008年：北京五輪2008金メダル

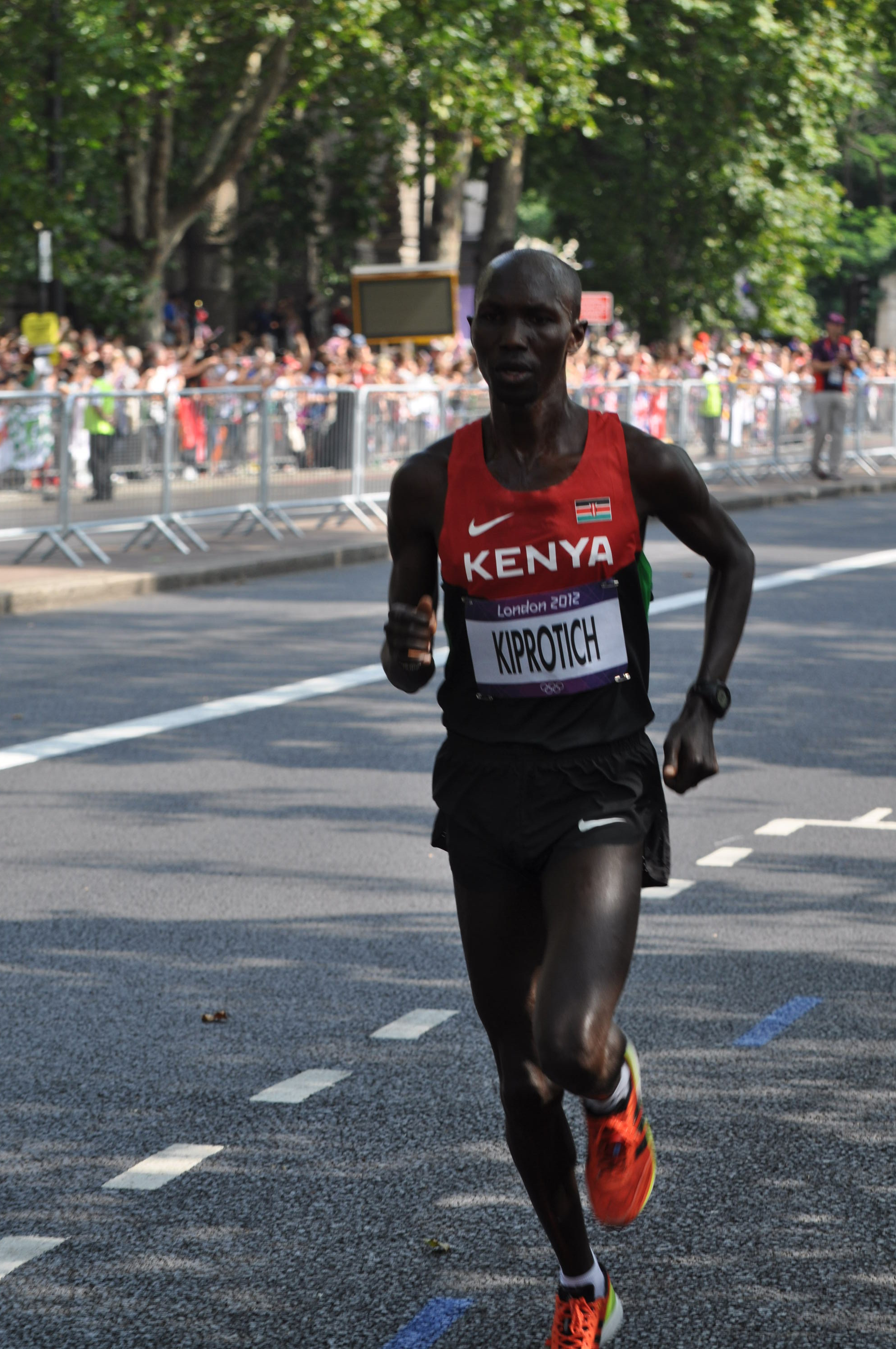
ウィルソン・キプサング・キプロティチ (2012年)

- ウィルソン・キプサング・キプロティチ（Wilson Kipsang Kiprotich）
  - 1982年3月15日 -
  - ケニア代表の男子マラソン選手
    - 2010年：パリマラソン銅メダル・フランクフルトマラソン金メダル
    - 2011年：びわ湖毎日マラソン金メダル・フランクフルトマラソン金メダル（世界歴代2位・大会記録）
    - 2012年：ロンドンマラソン金メダル・ロンドン五輪2012銅メダル・ホノルルマラソン金メダル
    - 2013年：ベルリンマラソン金メダル（世界記録）
    - 2014年：ロンドンマラソン金メダル（大会記録）・ニューヨークシティマラソン金メダル
    - 2015年：ロンドンマラソン銀メダル

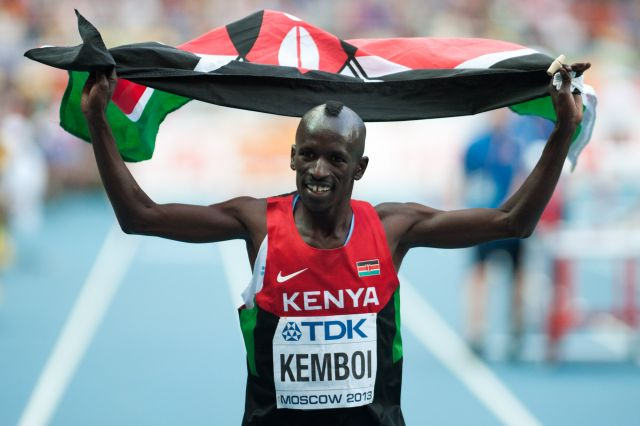
エゼキエル・ケンボイ (2013年)

- エゼキエル・ケンボイ（Ezekiel Kemboi Cheboi）
  - 1982年5月25日 -
  - ケニア代表の男子3000 m障害走選手
    - 2002年：マンチェスター：英連邦競技大会銀メダル
    - 2003年：パリ：世界陸上銀メダル・モンテカルロ：IAAFワールドアスレチックファイナル銅メダル
    - 2004年：アテネ五輪2004金メダル
    - 2005年：ヘルシンキ：世界陸上銀メダル・モンテカルロ：IAAFワールドアスレチックファイナル銀メダル
    - 2006年：メルボルン：英連邦競技大会金メダル
    - 2007年：大阪市：世界陸上銀メダル
    - 2008年：シュトゥットガルト：IAAFワールドアスレチックファイナル銀メダル
    - 2009年：ベルリン：世界陸上金メダル・テッサロニキ：IAAFワールドアスレチックファイナル金メダル
    - 2011年：大邱：世界陸上金メダル
    - 2012年：ロンドン五輪2012金メダル
    - 2013年：モスクワ：世界陸上金メダル
    - 2015年：北京：世界陸上金メダル

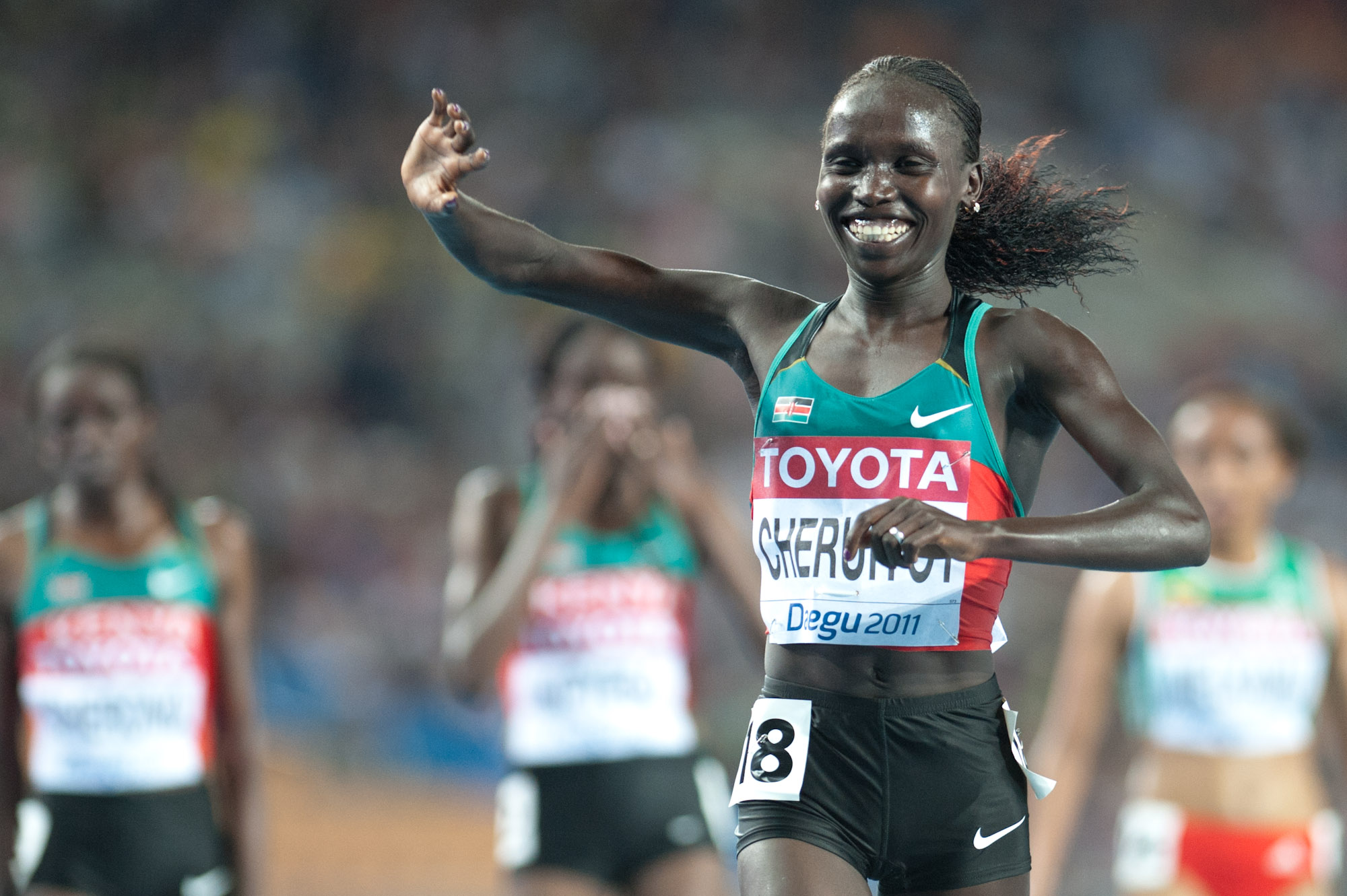
ビビアン・チェルイヨット (2011年)

- ビビアン・チェルイヨット（Vivian Cheruiyot）
  - 1983年9月11日 -
  - ケニア代表の女子長距離走選手
    - 1999年：ヨハネスブルク：アフリカ競技大会5000 m走銅メダル
    - 2007年：大阪市：世界陸上5000 m走銀メダル
    - 2009年：ベルリン：世界陸上5000 m走金メダル
    - 2010年：ドーハ：世界室内陸上3000 m走銀メダル・ナイロビ：アフリカ陸上5000 m走金メダル・デリー：英連邦競技大会5000 m走金メダル
    - 2011年：大邱：世界陸上5000 m走金メダル・1万 m走金メダル・プンタ・ウンブリア（英語版）：世界クロカンシニア金メダル
    - 2012年：ロンドン五輪20125000 m走銀メダル・1万 m走銅メダル
    - 2015年：北京：世界陸上1万 m走金メダル
    - 2016年：リオ五輪20165000 m走金メダル・1万 m走銅メダル

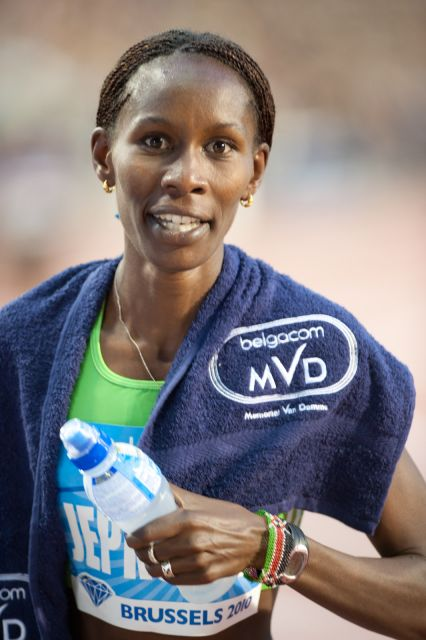
ジェネス・ジェプコスゲイ (2010年)

- ジェネス・ジェプコスゲイ（Janeth Jepkosgei）
  - 1983年12月13日 -
  -  ケニア代表の女子800 m選手
    - 2002年：世界ジュニア陸上選手権（ジャマイカ・キングストン）金メダル
    - 2006年：コモンウェルスゲームズ（オーストラリア・メルボルン）金メダル・IAAFワールドアスレチックファイナル(ドイツ・シュトゥットガルト)銀メダル・IAAF陸上ワールドカップ(ギリシャ・アテネ)銀メダル
    - 2007年：世界陸上（日本・大阪市）金メダル・IAAFワールドアスレチックファイナル(ドイツ・シュトゥットガルト)金メダル
    - 2008年：北京五輪2008銀メダル・IAAFワールドアスレチックファイナル(ドイツ・シュトゥットガルト)銀メダル
    - 2009年：世界陸上（ドイツ・ベルリン）銀メダル
    - 2011年：世界陸上（韓国・大邱）銅メダル

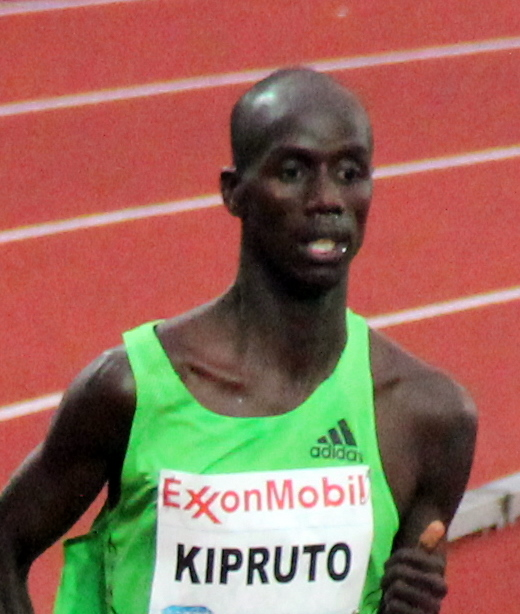
ブライミン・キプロプ・キプルト

- ブライミン・キプロプ・キプルト（Brimin Kiprop Kipruto）
  - 1985年7月31日 -
  - ケニア代表の男子3000 m障害走選手
    - 2001年：デブレツェン：世界ユース陸上2000 m障害走銀メダル
    - 2004年：グロッセート：世界ジュニア陸上銅メダル・アテネ五輪20041500m走銅メダル
    - 2005年：ヘルシンキ：世界陸上銅メダル・モンテカルロ：IAAFワールドアスレチックファイナル銅メダル
    - 2007年：大阪市：世界陸上金メダル・シュトゥットガルト：IAAFワールドアスレチックファイナル銅メダル
    - 2008年：北京五輪2008金メダル
    - 2011年：大邱：世界陸上金メダル
    - 2015年：北京：世界陸上銅メダル

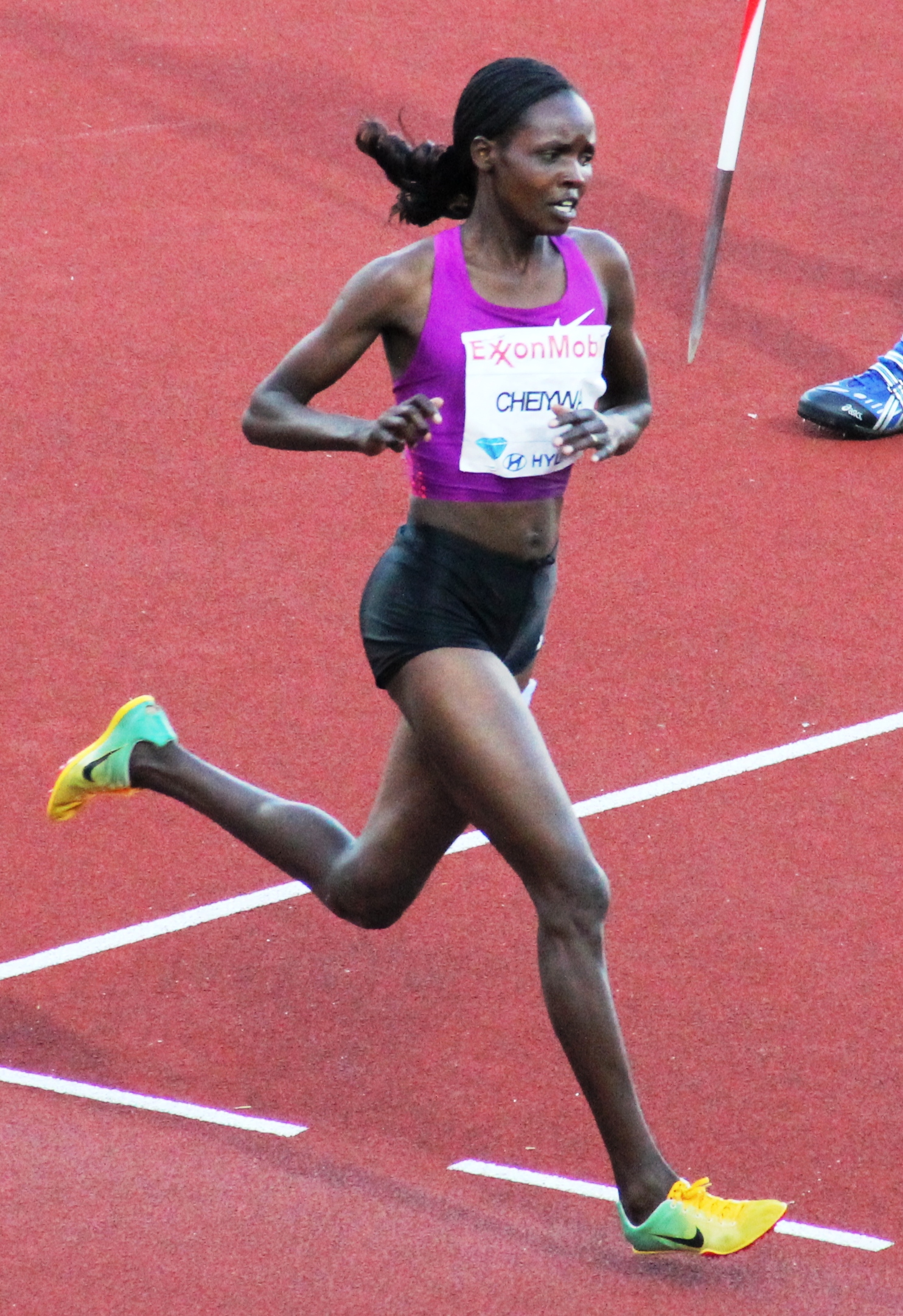
ミルカ・チェモス・チェイワ

- ミルカ・チェモス・チェイワ（Milcah Chemos Cheywa）
  - 1986年2月26日 -
  - ケニアの女子3000メートル障害選手
    - 2009年世界陸上競技選手権大会（ドイツ・ベルリン）銅メダル
    - 2009年IAAFワールドアスレチックファイナル（ギリシャ・テッサロニキ）銀メダル
    - 2010年アフリカ陸上競技選手権大会（ケニア・ナイロビ）金メダル
    - 2010年IAAFコンチネンタルカップ（クロアチア・スプリト）銀メダル
    - 2010年コモンウェルスゲームズ（インド・ニューデリー）金メダル
    - 2011年世界陸上競技選手権大会（韓国・大邱）銅メダル
    - 2013年世界陸上競技選手権大会（ロシア・モスクワ）金メダル
    - 2010年 - 2012年IAAFダイヤモンドリーグ3連覇

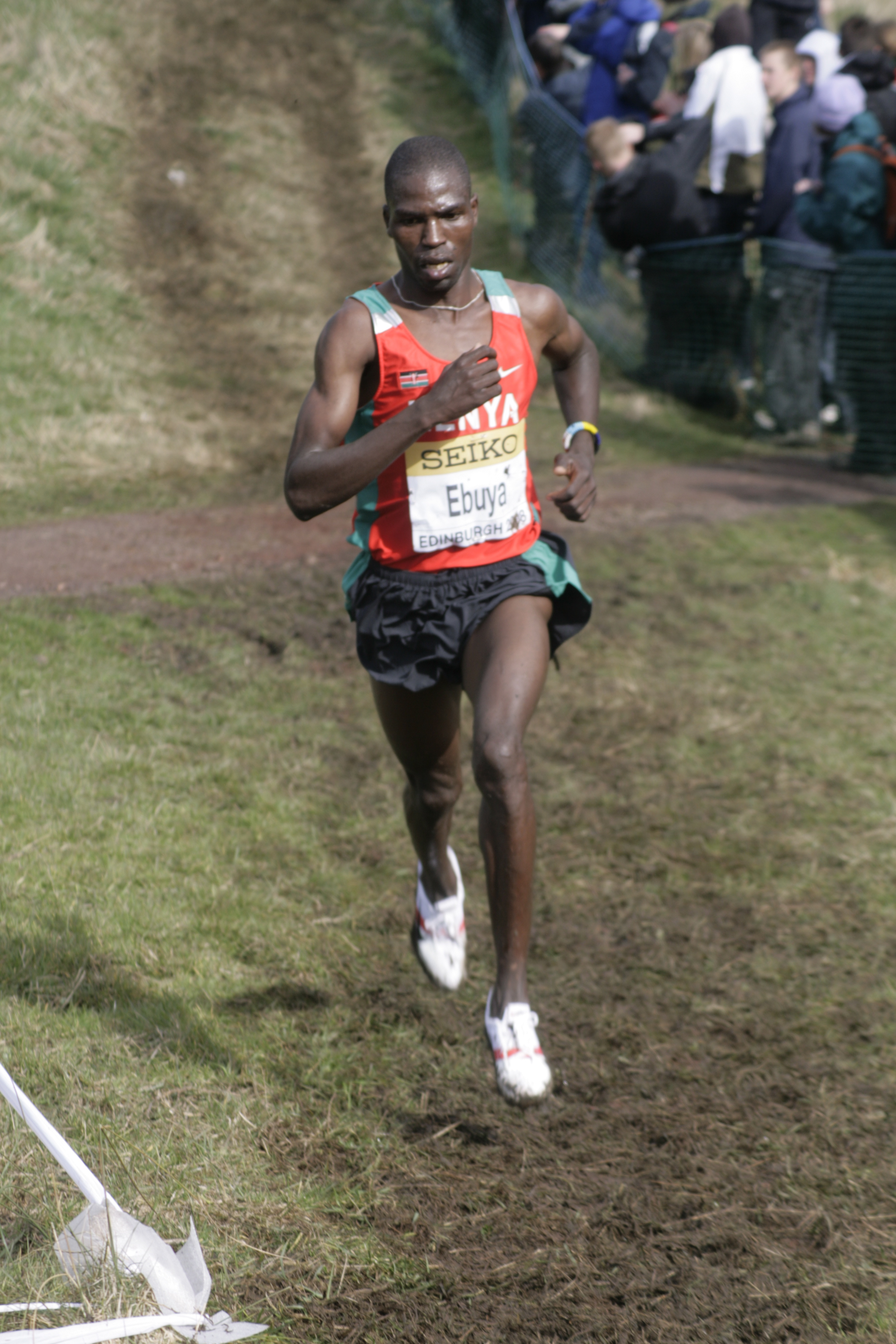
ジョセフ・エブヤ(2008年)

- ジョセフ・エブヤ（Joseph Ebuya）
  - 1987年6月20日 -
  - ケニア代表の陸上選手
    - 2006年：世界ジュニア陸上選手権（中国・北京)銅メダル（5000 m）・銀メダル（10000 m）
    - 2007年：IAAFワールドアスレチックファイナル（ドイツ・シュトゥットガルト）銀メダル（3000 m）
    - 2010年：世界クロスカントリー選手権（ポーランド・ブィドゴシュチュ）金メダル（シニア)

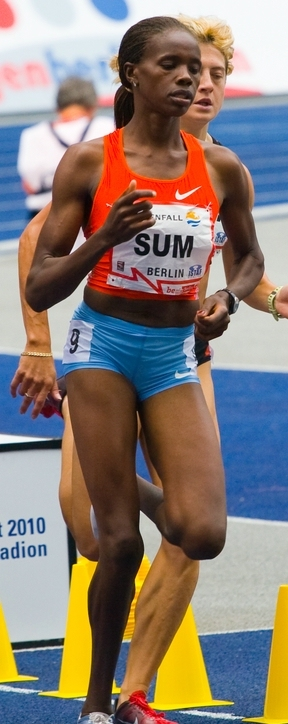
ユニス・ジェプコエチ・サム (2010年)

- ユニス・ジェプコエチ・サム（Eunice Jepkoech Sum）
  - 1988年4月10日 -
  - ケニア代表の女子中距離走選手
    - 2013年：世界陸上2013 800 m走金メダル（ロシア・モスクワ）

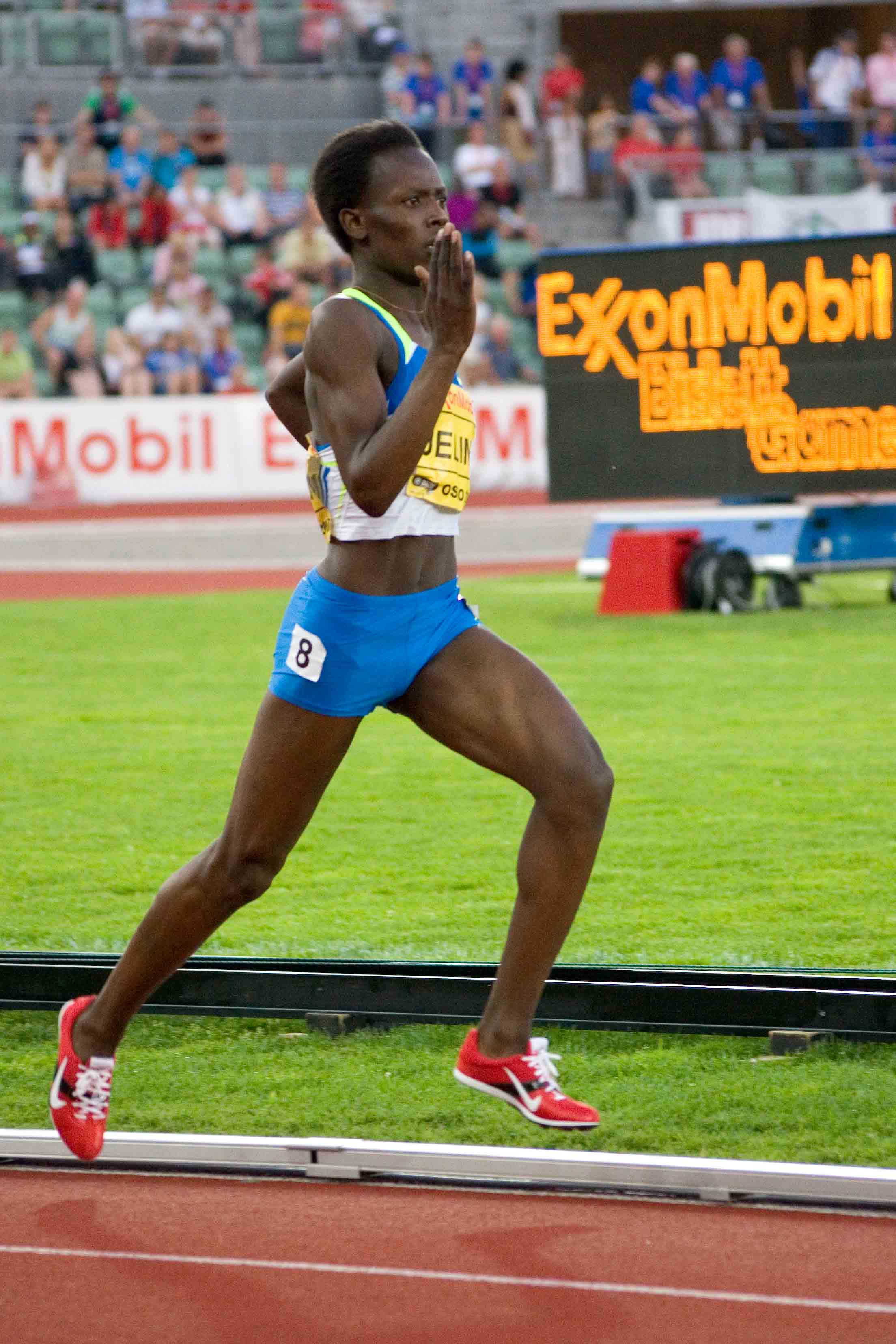
パメラ・ジェリモ (2008年)

- パメラ・ジェリモ（Pamela Jelimo）
  - 1989年12月5日 -
    - ケニア代表の女子800 m走選手
    - 2008年：アフリカ陸上（エチオピア・アディスアベバ）金メダル（800 m）、銀メダル（4×400 mリレー）、北京五輪2008金メダル（800 m）